# 象和方尖碑

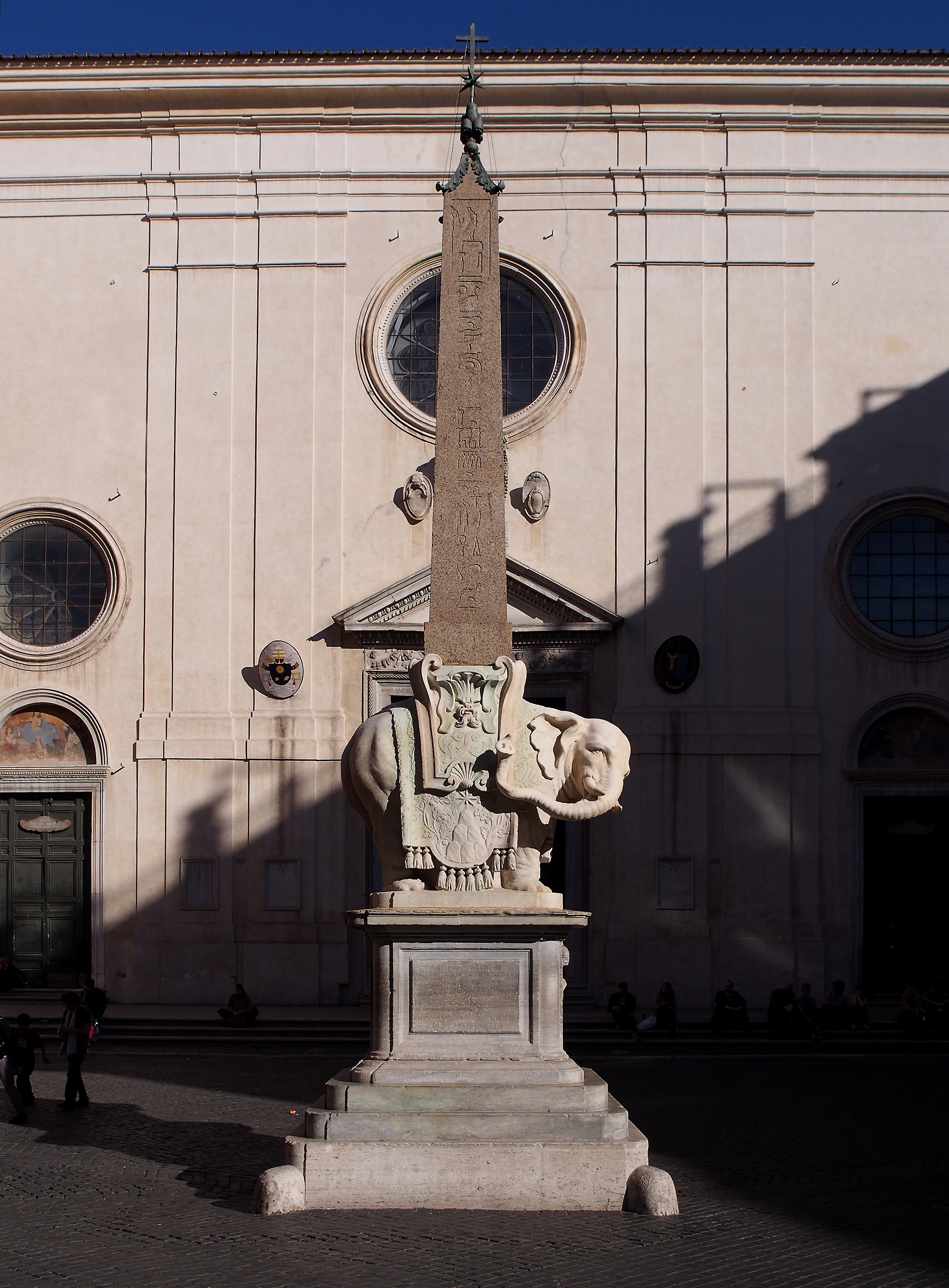
象和方尖碑

象和方尖碑（Elephant and Obelisk）是位於義大利羅馬的一座雕刻，由濟安·貝尼尼設計，製作者則很可能是他的助手Ercole Ferrata。象方尖碑完成於1667年2月，位於彌涅耳瓦廣場，神廟遺址聖母堂的前面。